# Leutnant zur See
Der Leutnant zur See ist ein Dienstgrad.

## Bundeswehr
Der Leutnant zur See ist einer der Dienstgrade der Bundeswehr für Marineuniformträger. Gesetzliche Grundlage ist die Anordnung des Bundespräsidenten über die Dienstgradbezeichnungen und die Uniform der Soldaten und das Soldatengesetz.

### Anrede
Im militärischen Sprachgebrauch wird ein Soldat im Dienstgrad Leutnant zur See kurz mit „Herr bzw. Frau Leutnant“ angeredet und gegrüßt.

### Dienstgradabzeichen
Dienstgradabzeichen der Leutnante zur See zeigen einen mittelbreiten Ärmelstreifen auf beiden Unterärmeln.

### Sonstiges
Die Dienstgradbezeichnung ranggleicher Luftwaffen- und Heeresuniformträger lautet Leutnant. Hinsichtlich Befehlsgewalt, Ernennung, Sold, den nach- und übergeordneten Dienstgraden, ähnlich auch hinsichtlich der Dienststellungen sind Leutnante zur See und Leutnante gleichgestellt.
| Offizierdienstgrad |                           |                                   |
| Niedrigerer Dienstgrad |                           | Höherer Dienstgrad                |
| | Leutnant zur See Leutnant | Oberleutnant zur See Oberleutnant |
| Dienstgradgruppe: Mannschaften – Unteroffiziere o.P. – Unteroffiziere m.P. – Leutnante – Hauptleute – Stabsoffiziere – Generale |                           |                                   |

## Volksmarine
Der Leutnant (zur See) war in der Volksmarine der DDR der zweithöchste  Dienstgrad in der Dienstgradgruppe der Leutnante und vergleichbar dem NATO-Rangcode OF-1. Er entsprach dem Leutnant der NVA.
Die offizielle Dienstgradbezeichnung der Volksmarine war anfangs Leutnant zur See, wurde aber später in Leutnant geändert. Im individuellen Sprachgebrauch hingegen blieb die traditionelle Bezeichnung Leutnant zur See weiterhin erhalten.
Das Dienstgradabzeichen bestand aus Schulterstücken mit marineblauem Untergrund und parallel verlaufenden silberfarbenen Schnüren. Auf dem Schulterstück waren zwei viereckige goldfarbene Schultersterne nebeneinander angebracht. Das Ärmelabzeichen bestand aus jeweils einem gelbfarbenen einfachen und einem schmalen Streifen. Darüber war das Laufbahnabzeichen aufgenäht. Im Unterschied zu allen übrigen deutschen Marinestreitkräften bedeckten die Ärmelabzeichen nur zu ca. 40 % den Ärmelumfang.
| Dienstgrad                         |                    |                               |
| niedriger: Unterleutnant (zur See) | Leutnant (zur See) | höher: Oberleutnant (zur See) |

## Deutsche Marinen bis 1945
In der Preußischen Marine rangierte der Lieutenant zur See I. Classe mit dem Hauptmann des Heeres, der Lieutenant zur See II. Classe entsprach dem Premier-Lieutenant. Dem Seconde-Lieutenant der Armee entsprach bis 1855 der See-Cadet I. Classe, dann der Fähnrich zur See; der See-Cadet war seitdem nur noch Seeoffizier-Anwärter, umfasste eine Klasse, stand vor dem Volontair-Cadet und war ranggleich mit dem Portepee-Fähnrich der Armee.
Gemäß AKO vom 20. Mai 1864 wurden die Chargenbezeichnungen geändert in Capitän-Lieutenant (in zwei Klassen), Lieutenant zur See und Unterlieutenant zur See (unverändert blieb der See-Cadet, der Volontair-Cadet hieß nun Cadet). Die Regelung galt analog in der preußisch dominierten Marine des Norddeutschen Bundes.
In der Kaiserlichen Marine, der Reichsmarine und Kriegsmarine bezeichnete der Leutnant zur See (bis 31. Dezember 1889 Unterleutnant zur See) den niedrigsten Dienstgrad in der Dienstgradgruppe der Leutnante, vergleichbar dem NATO-Rangcode OF-1.
Im Kaiserreich trug der Leutnant zur See einen halb so schmalen Streifen am Ärmel wie in der Abb. Seeoffiziere trugen darüber eine Krone, anstelle des nach dem Ersten Weltkrieg eingeführten Seesterns. Ingenieuroffiziere trugen statt des Seesterns am Ärmel und auf den Schulterstücken ein Zahnrad, Sanitätsoffiziere den Äskulapstab, Marinewaffendienst 2 gekreuzte Rohre, Sperrwaffendienst eine Raise (symbolisierte Mine), Nachrichtendienst einen Blitz, Verwaltungsoffiziere den Merkurstab.
| Dienstgrad                    |                  |                             |
| niedriger: Stabsoberbootsmann | Leutnant zur See | höher: Oberleutnant zur See |

## Frankreich
In der französischen Marine entspricht dieser Dienstgrad dem „Enseigne de vaisseau de deuxième classe“ angesprochen wird er mit „mon lieutenant“, weiblich: „Lieutenant“.
Er gehört zur Gruppe der „Officiers supérieurs et subalternes“
- Der nächsthöhere Dienstgrad ist der „Enseigne de vaisseau de première classe“
- Der nächstniedere Dienstgrad ist der „Aspirant der École Navale“